# Berberidopsidaceae
Berberidopsidaceae es una familia de eudicotiledóneas con solo un género Berberidopsis y con 3 especies.

## Descripción
Son plantas presentes en Chile y el este de Australia, son trepadoras leñosas que pueden ser reconocidas porque tienen hojas sin estípulas, con láminas dentadas como espinitas, con venación palmada, las venas corren derecho hacia las espinitas (cuando están presentes). El fruto es una baya coronada por la base del estilo persistente.
La familia fue reconocida por sistemas de clasificación modernos como el APG II y el APW.

## Taxonomía
El género fue descrito por Joseph Dalton Hooker  y publicado en Bot. Mag. 88: , t. 5363. 1862. La especie tipo es: Berberidopsis corallina Hook.f.

## Especies
- Berberidopsis beckleri (F.Muell.) Veldkamp
- Berberidopsis corallina Hook.f.
- Berberidopsis granitica Menegoz, A.E.Villarroel & Lavandero.